# Echo (серия комиксов)
Echo (с англ. — «Эхо») — серия комиксов, которую в 2008—2011 годах издавала компания Abstract Studio.

## Синопсис
Главным героем является Джули Мартин, ставшая свидетелем взрыва при испытании боевого костюма. Его останки в виде маленьких металлических шариков попали на её тело.

## Коллекционные издания
| Название                   | Дата выхода  | Собранный материал | ISBN              | Предполагаемый объём продаж (первый месяц) |
| -------------------------- | ------------ | ------------------ | ----------------- | ------------------------------------------ |
| Echo Vol. 1: Moon Lake     | август 2008  | Echo #1-5          | 1-892597-40-3     | 3 189, позиция в Северной Америке — 19     |
| Echo Vol. 2: Atomic Dreams | июнь 2009    | Echo #6-10         | 1-892597-41-1     | 2 624, позиция в Северной Америке — 23     |
| Echo Vol. 3: Desert Run    | октябрь 2009 | Echo #11-15        | 1-892597-43-8     | 2 248, позиция в Северной Америке — 25     |
| Echo Vol. 4: Collider      | апрель 2010  | Echo #16-20        | 1-892597-44-6     | 2 115, позиция в Северной Америке — 28     |
| Echo Vol. 5: Black Hole    | декабрь 2010 | Echo #21-25        | 1-892597-46-2     | 1 019, позиция в Северной Америке — 102    |
| Echo Vol. 6: The Last Day  | июль 2011    | Echo #26-30        | 1-892597-47-0     | 1 992, позиция в Северной Америке — 29     |
| Echo: The Complete Edition | август 2011  | Echo #1-30         | 978-1-892597-48-9 | 1 701, позиция в Северной Америке — 35     |

## Отзывы
На сайте Comic Book Roundup серия имеет оценку 8,4 из 10 на основе 23 рецензий. Джесс Шедин из IGN дал первому выпуску 8,3 балла из 10 и написал, что «поклонники Мура определённо не будут разочарованы его новым проектом». Второму выпуску он поставил оценку 8,4 из 10 и посчитал, что его следовало объединить вместе с первым. Брайан Кронин из Comic Book Resources, рецензируя дебют, порекомендовал его читателям. Стивен М. Бари из Comics Bulletin дал первому выпуску 4 пули из 5 и сравнил комикс с другим произведением Мура под названием Strangers in Paradise.

## Награды
| Год  | Награда      | Категория       | Результат | Пр.           |
| ---- | ------------ | --------------- | --------- | ------------- |
| 2009 | Премия Харви | Best New Series | Победа    | [ 13 ] [ 14 ] |